# Paraproba fasciata
Paraproba fasciata är en insektsart som beskrevs av William Lucas Distant 1884. Paraproba fasciata ingår i släktet Paraproba och familjen ängsskinnbaggar. Inga underarter finns listade i Catalogue of Life.